# 45. ročník udílení Zlatých glóbů
45. ročník udílení Zlatých glóbů se konal 23. ledna 1988 v hotelu Beverly Hilton v Beverly Hills, Los Angeles. Asociace zahraničních novinářů sdružených v Hollywoodu, která Zlatý glóbus uděluje, vyhlásila nominace 5. ledna. Miss Golden Globe byla pro tento rok Gigi Garner, dcera herce Jamese Garnera a Lois Garner. Držitelem Ceny Cecila B. DeMilla se stal Clint Eastwood.
Nejvíc cen, čtyři, vyhrál Bertolucciho životopisný velkofilm Poslední císař, který byl nominován na pět Glóbů.
V televizních kategoriích měl nejvíce nominací kriminální seriál Právo v Los Angeles (angl. L.A. Law), který ze šesti nominací získal dvě ceny. Seriál The Golden Girls vyhrál v kategorii nejlepší komediální seriál třetí rok za sebou. Kategorie nejlepší TV film měla dva vítězné snímky.
Legendární herečka francouzského původu a držitelka Oscara Claudette Colbert zvítězila v kategorii ženský herecký výkon ve vedlejší roli v seriálu, nebo TV filmu, a odnesla si Zlatý glóbus za výkon ve filmu Dvě paní Grenvillové.

## Vítězové a nominovaní

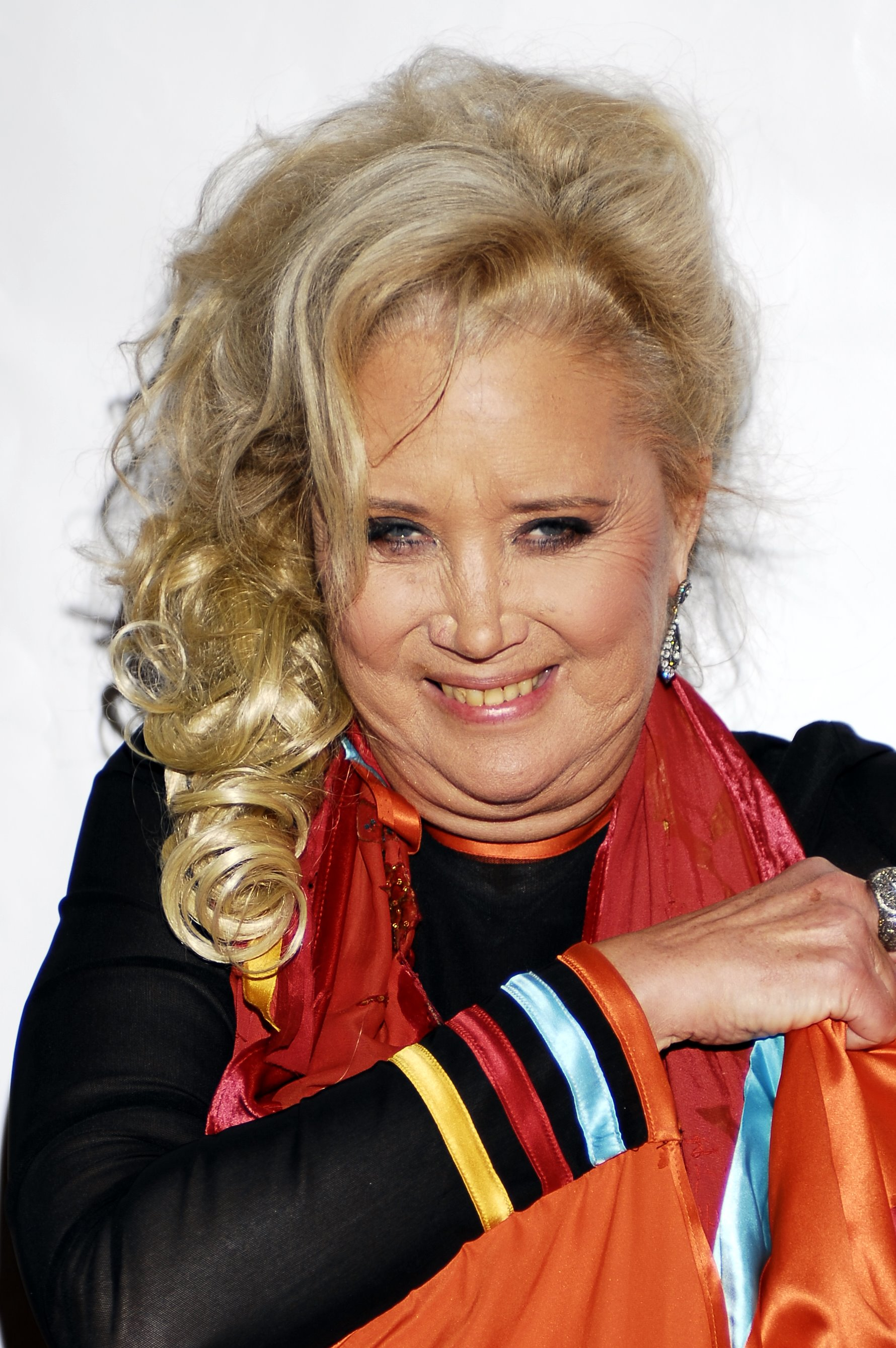
Nejlepší dramatická herečka Sally Kirkland

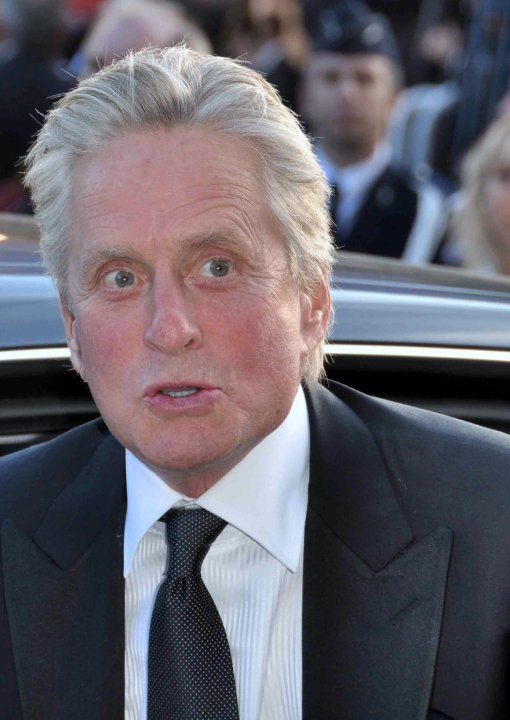
Nejlepší dramatický herec Michael Douglas

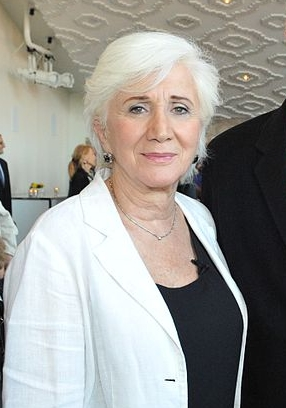
Nejlepší vedlejší herečka Olympia Dukakis

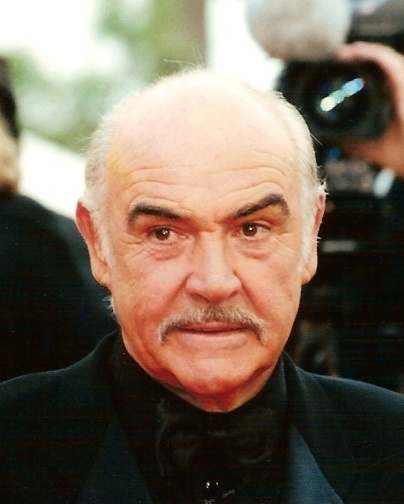
Nejlepší vedlejší herec Sean Connery

### Filmové počiny

#### Nejlepší film (drama)
- Poslední císař – producent Jeremy Thomas
- Volání svobody – producenti Richard Attenborough, John Briley, Norman Spencer
- Říše slunce – producenti Kathleen Kennedy, Frank Marshall, Steven Spielberg
- Osudová přitažlivost – producenti Stanley Jaffe, Sherry Lansing
- La Bamba – producenti Bill Borden, Taylor Hackford
- Bláznivá – producent Barbra Streisand

#### Nejlepší film (komedie / muzikál)
- Naděje a sláva – producent John Boorman
- Baby Boom – producenti Bruce Block, Nancy Meyers
- Vysíláme zprávy – producent James L. Brooks
- Hříšný tanec – producent Linda Gottlieb
- Pod vlivem úplňku – producenti Norman Jewison, Patrick Palmer

#### Nejlepší režie
- Bernardo Bertolucci – Poslední císař
- Richard Attenborough – Volání svobody
- John Boorman – Naděje a sláva
- James L. Brooks – Vysíláme zprávy
- Adrian Lyne – Osudová přitažlivost

#### Nejlepší herečka (drama)
- Sally Kirkland – Anna
- Glenn Close – Osudová přitažlivost
- Faye Dunawayová – Štamgast
- Rachel Levin – Gaby: A True Story
- Barbra Streisand – Bláznivá

#### Nejlepší herečka (komedie / muzikál)
- Cher – Pod vlivem úplňku
- Jennifer Grey – Hříšný tanec
- Holly Hunter – Vysíláme zprávy
- Diane Keatonová – Baby Boom
- Bette Midler – Rozkacená sudba

#### Nejlepší herec (drama)
- Michael Douglas – Wall Street
- John Lone – Poslední císař
- Jack Nicholson – Jako nepoddajný plevel
- Nick Nolte – Plevel
- Denzel Washington – Volání svobody

#### Nejlepší herec (komedie / muzikál)
- Robin Williams – Dobré ráno, Vietname
- Nicolas Cage – Pod vlivem úplňku
- Danny DeVito – Vyhoď máti z vlaku
- William Hurt – Vysíláme zprávy
- Steve Martin – Roxana
- Patrick Swayze – Hříšný tanec

#### Nejlepší herečka ve vedlejší roli
- Olympia Dukakis – Pod vlivem úplňku
- Norma Aleandro – Gaby: A True Story
- Anne Archer – Osudová přitažlivost
- Anne Ramsey – Vyhoď máti z vlaku
- Vanessa Redgrave – Nastražte uši

#### Nejlepší herec ve vedlejší roli
- Sean Connery – Neúplatní
- Richard Dreyfuss – Bláznivá
- R. Lee Ermey – Olověná vesta
- Morgan Freeman – Chytrák
- Rob Lowe – Návraty

#### Nejlepší scénář
- Bernardo Bertolucci, Mark Peploe – Poslední císař[p 1][7]
- James L. Brooks – Vysíláme zprávy
- John Boorman – Naděje a sláva
- David Mamet – Hráčské doupě
- John Patrick Shanley – Pod vlivem úplňku

#### Nejlepší hudba
- David Byrne, Ryuichi Sakamoto, Cong Su – Poslední císař[p 2][7]
- George Fenton, Jonas Gwangwa – Volání svobody
- John Williams – Říše slunce
- Henry Mancini – Skleněný zvěřinec
- Ennio Morricone – Neúplatní

#### Nejlepší filmová píseň
- „I've Had the Time of My Life“ – Hříšný tanec, hudba John DeNicola, Donald Markowitz, Frank Previte, text Frank Previte
- „Nothing's Gonna Stop Us Now“ – Figurína, hudba a text Albert Hammond, Diane Warren
- „The Secret of My Success“ – Tajemství mého úspěchu, hudba a text Jack Blades, David Foster, Tom Keane, Michael Landau
- „Shakedown“ – Policajt v Beverly Hills II, hudba Harold Faltermeyer, Keith Forsey, text Harold Faltermeyer, Keith Forsey, Bob Seger
- „Who's That Girl“ – Kdo je ta holka, hudba a text Patrick Leonard, Madonna

#### Nejlepší zahraniční film
- Můj život jako pes – režie Lasse Hallström, Švédsko
- Jean od Floretty – režie Claude Berri, Francie
- Na shledanou, chlapci – režie Louis Malle, Francie
- Oči černé – režie Nikita Michalkov, Itálie
- Pokání – režie Tengiz Abuladze, SSSR

### Televizní počiny

#### Nejlepší televizní seriál (drama)
- Právo v Los Angeles
- Beauty and the Beast
- St. Elsewhere
- thirtysomething
- To je vražda, napsala
- A Year in the Life

#### Nejlepší televizní seriál (komedie / muzikál)
- The Golden Girls
- Frank's Place
- Hooperman
- Měsíční svit
- Na zdraví
- Rodinná pouta

#### Nejlepší minisérie nebo televizní film
- Útěk ze Sobiboru
- Poor Little Rich Girl: The Barbara Hutton Story
- Jak jsem ti slíbil
- Echoes in the Darkness
- Bludičky

#### Nejlepší herečka v seriálu (drama)
- Susan Dey – Právo v Los Angeles
- Jill Eikenberry – Právo v Los Angeles
- Sharon Gless – Cagneyová a Laceyová
- Linda Hamilton – Beauty and the Beast
- Angela Lansburyová – To je vražda, napsala

#### Nejlepší herečka v seriálu (komedie / muzikál)
- Tracey Ullman – The Tracey Ullman Show
- Beatrice Arthur – The Golden Girls
- Rue McClanahan – The Golden Girls
- Cybill Shepherd – Měsíční svit
- Betty Whiteová – The Golden Girls

#### Nejlepší herečka v minisérii nebo TV filmu
- Gena Rowlands – The Betty Ford Story
- Farrah Fawcett – Poor Little Rich Girl: The Barbara Hutton Story
- Ann-Margret – Dvě paní Grenvillové
- Shirley MacLaine – Out on a Limb
- Raquel Welch – Right to Die

#### Nejlepší herec v seriálu (drama)
- Richard Kiley – A Year in the Life
- Harry Hamlin – Právo v Los Angeles
- Tom Selleck – Magnum
- Michael Tucker – Právo v Los Angeles
- Edward Woodward – The Equalizer

#### Nejlepší herec v seriálu (komedie / muzikál)
- Dabney Coleman – The Slap Maxwell Story
- Michael J. Fox – Rodinná pouta
- John Ritter – Hooperman
- Alan Thicke – Growing Pains
- Bruce Willis – Měsíční svit

#### Nejlepší herec v minisérii nebo TV filmu
- Randy Quaid – L.B.J.: První léta
- Alan Arkin – Útěk ze Sobiboru
- Mark Harmon – Jak jsem ti slíbil
- Jack Lemmon – Long Day's Journey Into Night
- Judd Nelson – Billionaire Boys Club
- James Woods – Láska a válka

#### Nejlepší herečka ve vedlejší roli (seriál, minisérie, TV film)
- Claudette Colbert – Dvě paní Grenvillové
- Allyce Beasley – Měsíční svit
- Julia Duffy – Newhart
- Christine Lahti – Amerika
- Rhea Perlman – Na zdraví

#### Nejlepší herec ve vedlejší roli (seriál, minisérie, TV film)
- Rutger Hauer – Útěk ze Sobiboru
- Kirk Cameron – Growing Pains
- Dabney Coleman – Závazné mlčení
- John Hillerman – Magnum
- John Larroquette – Night Court
- Brian McNamara – Billionaire Boys Club
- Alan Rachins – Právo v Los Angeles
- Gordon Thomson – Dynastie

### Zvláštní ocenění

#### Cena Cecila B. DeMilla
- Clint Eastwood